# Johann Friedrich Blumenbach
Johann Friedrich Blumenbach (Gota, 11 de maio de 1752 – Göttingen, 22 de janeiro de 1840) foi um antropólogo e zoólogo alemão, que classificou o ser humano em raças.
Foi o orientador tese de Arnold Adolph Berthold.

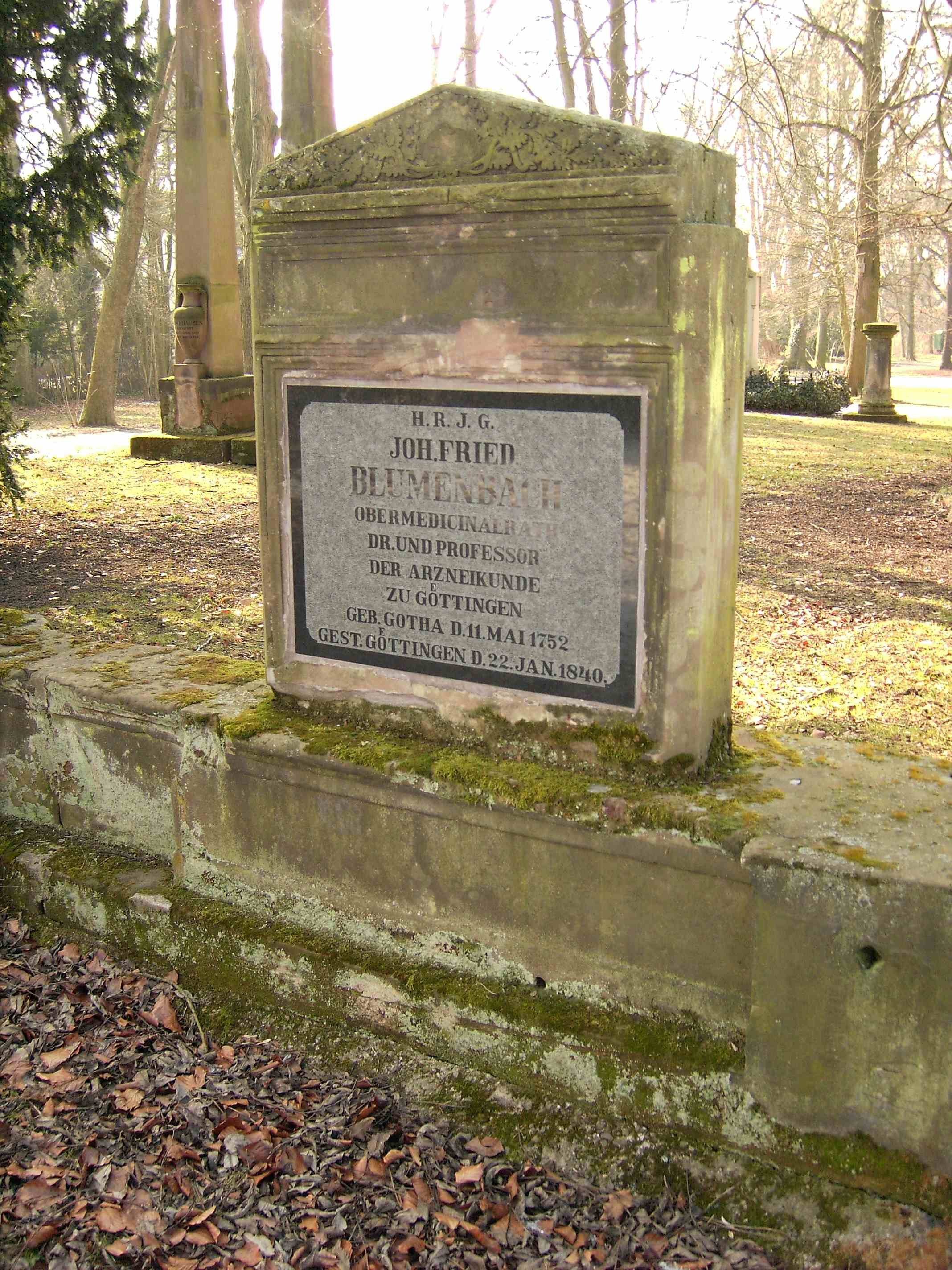
Sepultura no Albani-Friedhof

Está sepultado no Albani-Friedhof.